# Спарта (Кентуккі)
Спарта (англ. Sparta) — місто (англ. city) в США, в округах Ґаллатін і Оуен штату Кентуккі. Населення — 236 осіб (2020).

## Географія
Спарта розташована за координатами 38°41′44″ пн. ш. 84°54′22″ зх. д. / 38.69556° пн. ш. 84.90611° зх. д. (38.695435, -84.906136).  За даними Бюро перепису населення США в 2010 році місто мало площу 15,24 км², з яких 15,16 км² — суходіл та 0,09 км² — водойми. В 2017 році площа становила 16,30 км², з яких 16,22 км² — суходіл та 0,08 км² — водойми.

## Демографія
Згідно з переписом 2010 року, у місті мешкала 231 особа в 86 домогосподарствах у складі 62 родин. Густота населення становила 15 осіб/км².  Було 108 помешкань (7/км²).
Расовий склад населення:
| - 95,2 % — білих - 1,7 % — чорних або афроамериканців |

До двох чи більше рас належало 2,6 %. Частка іспаномовних становила 2,2 % від усіх жителів.
За віковим діапазоном населення розподілялося таким чином: 28,6 % — особи молодші 18 років, 61,4 % — особи у віці 18—64 років, 10,0 % — особи у віці 65 років та старші. Медіана віку мешканця становила 35,9 року. На 100 осіб жіночої статі у місті припадало 95,8 чоловіків;  на 100 жінок у віці від 18 років та старших — 101,2 чоловіків також старших 18 років.
Середній дохід на одне домашнє господарство  становив 53 349 доларів США (медіана — 38 750), а середній дохід на одну сім'ю — 50 929 доларів (медіана — 42 500). За межею бідності перебувало 35,3 % осіб, у тому числі 50,0 % дітей у віці до 18 років та 25,0 % осіб у віці 65 років та старших.
Цивільне працевлаштоване населення становило 116 осіб. Основні галузі зайнятості: виробництво — 28,4 %, мистецтво, розваги та відпочинок — 16,4 %, освіта, охорона здоров'я та соціальна допомога — 13,8 %.